# Franz Benedikt Hermann (Geologe)

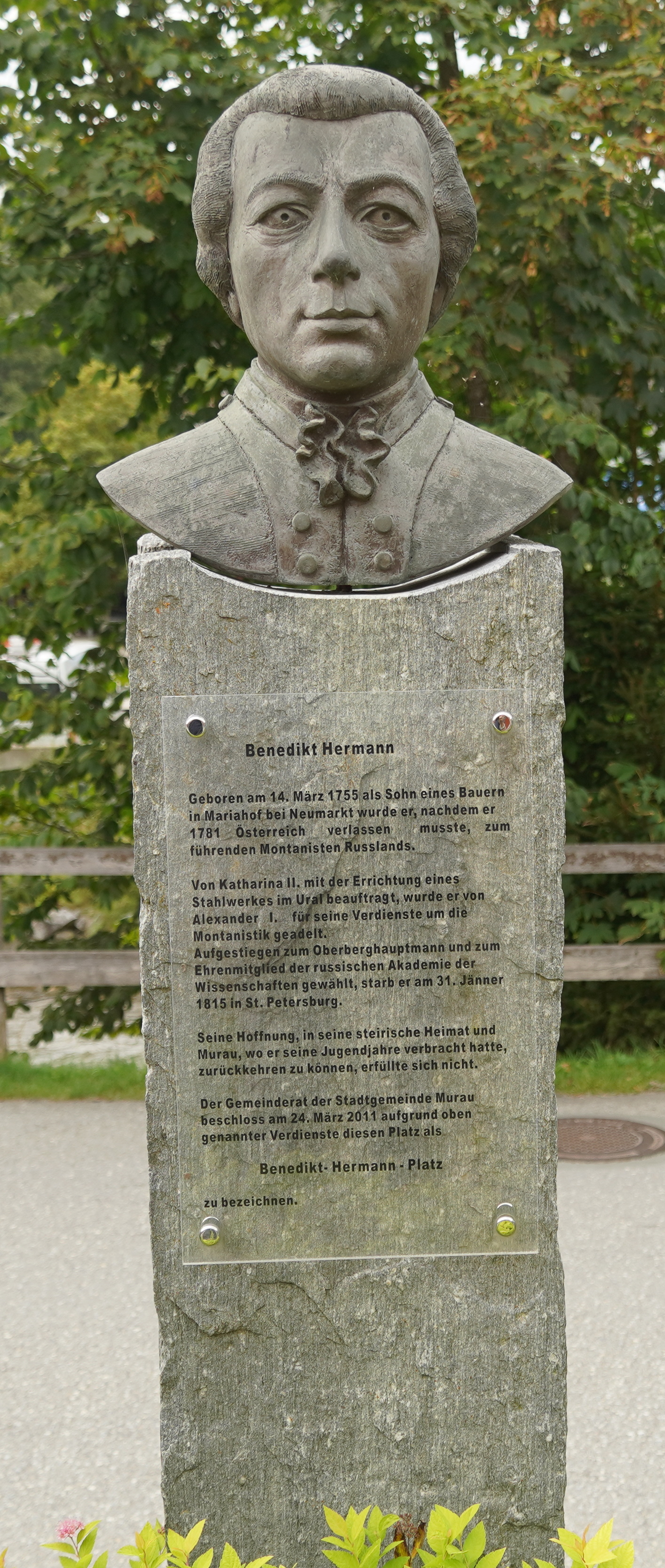
Statue Franz Benedikt Hermann, Murau, Steiermark

Franz Benedikt Hermann (russisch Иван Филиппович Герман (Iwan Filippowitsch German); * 14. März 1755 in Mariahof bei Sankt Lambrecht; † 19. Januarjul. / 31. Januar 1815greg. in Sankt Petersburg) war ein österreichischer Bergbau- und Verhüttungs-Fachmann in russischen Diensten.

## Leben
Hermann war der Sohn eines Bauern aus der Steiermark. Er ging in St. Egidi bei Murau zur Schule und fiel durch seine Begabung auf. Er begann eine Ausbildung zum Salinenbeamten in den Salzwerken von Aussee und wurde 1772 Beamter (Rentamtschreiber) im Dienst des Fürsten Joseph zu Schwarzenberg in Murau. Nebenbei bildete er sich durch Selbststudium und zeitweise (neben seinem Beruf) Besuch der Universität in Graz weiter, insbesondere in Mineralogie und Metallurgie, zu der er auch beruflich über die Eisenwerke und Bergwerke seines Dienstherren Kontakt hatte. 1777 wurde er für den Fürsten Oberbuchhalter in Wien, wo er nebenher weitere Vorlesungen in Naturwissenschaften und Verwaltungswissenschaften hörte. Seine Stellung beim Fürsten Schwarzenberg hatte er gekündigt, da er sich übergangen fühlte. 1781 unternahm er eine Studienreise nach Deutschland und Ungarn, die er aus eigener Tasche bezahlte, und hielt danach Vorlesungen über Technik an der Wiener Universität, wo er mit einflussreichen Persönlichkeiten bekannt war. Eine geplante Arbeit über die Hüttenwerke des Fürsten von Schwarzenberg fiel, da man Industriespionage befürchtete, der Zensur zum Opfer, was Hermann bewog, nach einer weiteren Studienreise, die ihn über Polen nach Russland führte, in russische Dienste zu treten. Er wurde korrespondierendes Mitglied der Akademie der Wissenschaften in Sankt Petersburg und trat in die Dienste der Zarin Katharina II., für die er Reisen (unter anderem 1783, 1785–1787, 1790) in den Ural und nach Sibirien unternahm, um Bergwerke zu inspizieren, geologisch-mineralogische Studien zu betreiben und Hüttenwerke (Pyschminsk bei Jekaterinburg) einzurichten. Nach mehreren Krankheiten bat er um Entlassung und wurde 1796 Professor für Mineralogie in Sankt Petersburg an der Akademie der Wissenschaften. 1798 wurde er Mitglied des Reichsbergkollegiums und 1799 Inspekteur der kaiserlichen Bergbauschule in Sankt Petersburg und Kollegienrat. 1801 wurde er Staatsrat und Oberberghauptmann, was dem Rang eines Generalmajors entsprach und ihm die Anrede Exzellenz verschaffte. Er wurde Befehlshaber der Berghauptmannschaft in Jekaterinburg, mit mehr als 10.000 Bergleuten. 1806 wurde er Mitglied des Bergkonsistoriums des Finanzministeriums.
1803 gründete er in Jekaterinburg die erste Buchdruckerei in Sibirien, in der er auch eigene Werke über den Bergbau in Russland herausbrachte. Viele seiner Bücher erschienen auch auf Deutsch und verschafftem dem westlichen Europa Einblick in das Bergwesen und die Verhältnisse in Russland.

## Ehrungen und Mitgliedschaften
Im Jahr 1797 wurde er zum Mitglied der Deutschen Akademie der Naturforscher Leopoldina gewählt.
Neben der Akademie in Sankt Petersburg war er Mitglied der Akademien in Stockholm, Berlin, München und der wissenschaftlichen Gesellschaften von Kopenhagen, Göttingen und Prag. Er war Mitglied der Naturforschenden Gesellschaften in Berlin und Moskau.

## Schriften
- mit Hubert Franz Hoefer: Herrn Hubert Franz Höfers, Direktors der großherzoglichen Hofapotheke in Florenz, und Mitglieds der Akademie der Wissenschaften in Siena, und der botanischen Gesellschaften in Florenz, Nachricht von dem in Toskana entdeckten natürlichen Sedativsalze, und von dem Boraxe, welcher daraus bereitet wird; aus dem Italienischen übersetzt von B. F. Hermann. Wien 1781 Digitalisat
- Reisen durch Österreich, Steyermark, Kärnthen, Krain, Tyrol.., Wien 1781, 1783
- Abriss der physikalischen Beschaffenheit der Oesterreichischen Staaten. 1782. (Digitalisat)
- Über die beste Methode Eisen zu schmelzen, 1784
- Beyträge zur Physik, Oeconomie, Mineralogie etc. Nicolai, Berlin und Stettin 1786 bis 1788. (Digitalisat Band 1), (Band 2), (Band 3)
- Beyträge zur Physik, Ökonomie, Mineralogie und zur Statistik der russischen und angrenzenden Länder. 3 Bände. Nicolai, Berlin und Stettin 1786–1788. (Digitalisat Band 1), (Band 2), (Band 3)
- Versuch einer mineralogischen Beschreibung des Uralischen Erzgebirges. Nicolai, Berlin und Stettin 1789. (Digitalisat Band 1), (Band 2)
- Naturgeschichte des Kupfers. Sankt Petersburg 1790. (Digitalisat Band 1)
- Statistische Schilderung von Rußland (Bevölkerung, Landesbeschaffinheit, Bergbau, Handel). Leipzig 1790. (Digitalisat)
- Mineralogische Reisen in Sibirien vom Jahr 1783 bis 1796. 3 Theile. Sankt Petersburg 1797–1801. (Digitalisat Theil 1). (Theil 2), (Theil 3)